# Tiësto
Tijs Verwest (znan pod vzdevkom DJ Tiësto), nizozemski didžej in producent elektronske plesne glasbe, * 17. januar 1969, Breda, Nizozemska.
Na zadnjih izdelkih je opustil oznako DJ in se predstavlja preprosto kot Tiësto. V Evropi je najprej zaslovel z njegovim remiksom Deleriumovega singla Silence (feat. Sarah McLachlan).

## Diskografija

### Albumi (solo)
- 2001 In My Memory (15. april 2001)
- 2004 Just Be (15. maj 2004)
- 2004 Parade of the Athletes (18. oktober 2004)
- 2005 Just Be: Remixed (27. september 2005)
- 2007 Elements of Life
- 2008 Elements of Life: Remixed
- 2009 Kaleidoscope

### Singli (solo)
- 1994 Spiritual Wipe Out (kot Da Joker)
- 1994 Arabsession (kot Dj Limited)
- 1994 In The Ghetto (kot Da Joker)
- 1996 Second Game (kot Tom Ace)
- 1996 The Tube
- 1996 In My Heart (kot Paradise In Dubs)
- 1996 Blackspin (kot Passenger)
- 1997 Blaze Of Night (kot Hammock Brothers)
- 1998 Our Love (kot Roze)
- 1998 When She Left (kot Allure)
- 1998 Flying Squirrel Problem (kot Drumfire)
- 1999 Mirror (kot Stray Dog)
- 1999 Rejected / When She Left (kot Allure)
- 1999 Lethal Industry
- 1999 Sparkles
- 1999 Theme From Norefjell
- 2000 No More Tears (kot Allure)
- 2000 We Ran At Dawn (kot Allure)
- 2001 Battleship Grey
- 2001 Flight 643
- 2001 Suburban Train
- 2001 Urban Train
- 2002 In My Memory
- 2002 Magik Journey
- 2002 Obsession (in Junkie XL)
- 2002 We Came (in Ferry Corsten)
- 2003 Traffic
- 2004 Dallas 4pm
- 2004 Love Comes Again (in BT)
- 2004 Just Be (feat. Kirsty Hawkshaw)
- 2005 Adagio For Strings
- 2005 The Loves We Lost (kot Allure)
- 2006 He's a Pirate (remiks)
- 2006 Dance4Life (feat. Maxi Jazz)
- 2007 Elements Of Life

### Ko-produkcija
- Gouryella (in Ferry Corsten)
  - 1999 Walhalla
  - 1999 Gouryella
  - 2000 Tenshi
  - 2002 Ligaya (Verwest ni sodeloval, namesto njega je John Ewbank)
- Vimana (in Ferry Corsten)
  - 1999 We Came
  - 2000 Dreamtime
- Kamaya Painters (in Benno De Goeij)
  - 1998 Endless Wave
  - 1999 Northern Spirit
  - 1999 Far From Over
  - 2000 Cryptomnesia
  - 2000 Wkotteland
  - 2001 Summerbreeze
- Control Freaks (in Benno De Goeij ter Piet Bervoets)
  - 1998 Subspace Interference
- Major League (in Armin Van Buuren)
  - 2000 Wonder Where You Are
- Alibi (in Armin Van Buuren)
  - 2000 Eternity
- Glycerine (in Dj Yves)
  - 1996 666
- Hard Target (in G-Shock)
  - ? Knights Of Hardcore
- T-Scanner (in G-Shock)
  - 1994 Trip To Heaven
- West & Storm (in G-Shock)
  - 1995 Porpoise
  - 1995 Sunday Morning
  - 1996 Back 2 Bkotic
- TB X-Press (in Dj Ghost)
  - 1996 When I Wkot A Sperm

### Video/DVD
- 1999 DJ Tiësto Live At Innercity, Rai Amsterdam (Video)
- 2001 Underground Trance - Special Appearance & Magikal Remake By Tiësto (DVD + 2x CD)
- 2003 Another Day At The Office (DVD)
- 2003 Tiësto In Concert (2x DVD)
- 2003 Tiësto In Concert - Take Two (DVD)
- 2004 Tiësto In Concert 2 (2x DVD)
- 2005 Tiësto In Concert 2 (izdaja za ZDA)

### DJ-kompilacije
- 1995 Forbidden Paradise 3 - The Quest For Atlantis (31. julij 1995)
- 1995 Forbidden Paradise 4 - High As A Kite (11. december 1995)
- 1996 Forbidden Paradise 5 - Arctic Expedition
- 1996 Lost Treasures 1 - Isle of Ra
- 1996 Lost Treasures 2 - Concerto For Sonic Circles
- 1997 Lost Treasures 3 - Creatures of the Deep
- 1996 Forbidden Paradise 6 - Valley Of Fire (28. april 1996)
- 1997 Magik One - First Flight (november 1997)
- 1998 Forbidden Paradise 7 - Deep Forest (26. januar 1998)
- 1998 Magik Two - Story Of The Fall (junij 1998)
- 1999 Magik Three - Far From Earth (18. januar 1999)
- 1999 Magik Four - A New Adventure (9. avgust 1999)
- 1999 In Search of Sunrise (22. november 1999)
- 2000 Magik Five - Heaven Beyond (1. maj 2000)
- 2000 Magik Six - Live In Amsterdam (14. avgust 2000)
- 2000 Summerbreeze (10. oktober 2000)
- 2001 In Search of Sunrise 2 (27. februar 2001)
- 2001 Magik Seven - Live In Los Angeles (7. avgust 2001)
- 2001 Revolution (12. junij 2001)
- 2002 In Search of Sunrise 3: Panama (22. julij 2002)
- 2003 Nyana (5. maj 2003)
- 2005 In Search of Sunrise 4: Latin America (29. april 2005)
- 2006 In Search of Sunrise 5: Los Angeles (25. april 2006)

### Neuradni izidi
- 2004 Heineken Thirst
- 2005 The Best & New 2005